# Aérodrome de Hornafjörður
Pour les articles homonymes, voir HFN.
L'aérodrome de Hornafjörður (code IATA : HFN • code OACI : BIHN) est un aéroport islandais desservant la ville d'Höfn, située sur la côte nord-est de l'île. 

## Situation

### Carte des aéroports d'Islande
| \| 40 km1:1 908 000 \| Akureyri Bakki Blönduós Breiðdalsvík Bíldudalur Djúpivogur Egilsstaðir Fagurhólsmýri Fáskrúðsfjörður Gjögur Grundarfjörður Grímsey Hornafjörður Hólmavík Húsavík Keflavík Kópasker Mývatn Norðfjörður Ólafsfjörður Patreksfjörður Raufarhöfn Reykjavík Rif Sauðárkrókur Selfoss Siglufjörður Stykkishólmur Vestmannaeyjar Vopnafjörður Ísafjörður Þingeyri Þórshöfn |
| 40 km1:1 908 000 |

## Destinations desservies
| Compagnies | Destinations |
| ---------- | ------------ |
| Eagle Air  | Reykjavik    |

## Chiffres
| Année     | 2008     | 2009   | 2010    | 2011    | 2012     | 2013    | 2014    | 2015    | 2016     |
| --------- | -------- | ------ | ------- | ------- | -------- | ------- | ------- | ------- | -------- |
| Trafic    | 10 677   | 10 570 | 9 888   | 10 639  | 9 271    | 9 263   | 9 887   | 9 334   | 11 183   |
| Évolution | + 13,5 % | - 1 %  | - 6,5 % | + 7,6 % | - 12,9 % | - 0,1 % | + 6,7 % | - 5,6 % | + 19,8 % |